# فالي بوينت (فيرجينيا الغربية)
فالي بوينت (بالإنجليزية: Valley Point, West Virginia)‏ هي منطقة سكنية تقع في الولايات المتحدة في مقاطعة بريستون.  يقدر عدد سكانها   وترتفع عن سطح البحر 590.1 متر.